# Umbogaulus
Umbogaulus – wymarły rodzaj ziemnych gryzoni z rodziny Mylagaulidae. Zamieszkiwał Wielkie Równiny Ameryki Północnej 15,97 do 13,6 mln lat temu.

## Występowanie
Kopalne ślady występowania Umbogaulus odkrywano wyłącznie na terenie Wielkich Równin Ameryki Północnej (Nebraska) i były datowane na miocen.